# 아빠를 빌려드립니다
《아빠를 빌려드립니다》는 2014년에 개봉한 대한민국의 영화이다.

## 캐스팅
- 김상경 : 채태만 역 - 이 드라마의 남주인공.
- 문정희 : 지수 역 - 이 드라마의 여주인공.
- 채정안 : 미연 역 - 이 드라마의 서브 여주인공.
- 조재윤 : 승일 역 - 이 드라마의 서브 남주인공.
- 민아 : 보미 역
- 최다인 : 아영 역
- 조현도 : 진태 역
- 이도경 : 미용실 가게주인 역
- 서우림 : 진태 할머니 역
- 김유리 : 아름 역
- 양재희 : 미용실 현숙 역
- 전병철 : 골드만 아름 부 역
- 홍이주 : 막장남 부인 역
- 류성현 : 실내포차 형님 역
- 추예진 : 불량소녀 1 역
- 지남혁 : PC방 좀비 2 역
- 문준배
- 정찬우 : 산부인과 의사 역
- 남보라 : 연희 역
- 신현탁 : 신찌라시 역
- 류상 : 퀴즈쇼 사회자 역 (특별출연)
- 박선영 : 지수선배 은경 역 (특별출연)
- 김정선 : 쇼호스트 역 (특별출연)
- 성유미 : 뉴스 아나운서 역 (특별출연)
- 김승재 : 야구장 아나운서 역 (특별출연)
- 조우진 : 클럽주인 역 (특별출연)

## 참고 사항
- 이 영화에서는 악역이 나오지 않는다.